# Val-Cenis
Val-Cenis község Franciaország Auvergne-Rhône-Alpes régiójában, Savoie megyében. Új községként 2017. január 1-jén jött létre Bramans, Lanslebourg-Mont-Cenis, Lanslevillard, Sollières-Sardières és Termignon község egyesítésével. A korábbi községek egyesülésekor az új község lélekszáma 2179 fő lett. Lakosainak száma 2092 fő (2022. január 1.).

## Népesség
| Lakosok száma | 2141 | 2088 | 2061 | 2062 | 2068 | 2067 | 2092 |
|               | 2015 | 2017 | 2018 | 2019 | 2020 | 2021 | 2022 |